# تشارلز ديوي داي
تشارلز ديوي داي (بالإنجليزية: Charles Dewey Day)‏ هو قاضي ومحامي وسياسي أمريكي، ولد في 6 مايو 1806 في بينينغتون في الولايات المتحدة، وتوفي في 31 يناير 1884 في إنجلترا في المملكة المتحدة.